# Sulzbachi Berta bizánci császárné
Sulzbachi Berta (1110 körül – 1159. augusztus 29.) bizánci császárné, I. Mánuel bizánci császár felesége.
1110 körül született Sulzbachban, II. Berengár sulzbachi gróf és második felesége, Wolfratshauseni Adelheid grófnő harmadik leányaként és negyedik gyermekeként. Apai nagyszülei: II. Gebhard sulzbachi gróf és Imgard, Rott és Vohburg grófnője. 
Anyai nagyszülei: II. Ottó wolfratshauseni gróf és Jusztícia.
Bertának öt testvére volt:
- Gebhard, a későbbi III. Gebhard sulzbachi gróf, ő Bajorországi Matilda hercegnőt vette nőül, aki öt gyermekkel (Berengár, Adelheid, Zsófia, Erzsébet és Berta) ajándékozta meg férjét
- Adelheid, később Niedernburg apácafőnöknője
- Gertrúd (1114 körül – 1146. április 14.), később III. Konrád német király hitvese, akinek két gyermeket szült, Henrik Berengárt és Frigyest
- Luitgarde, később II. Gottfried louvaini gróf, majd pedig XII. Hugó dagsburgi gróf felesége, akitől egy gyermeke született, Gottfried
- Matild, később III. Engelbert isztriai őrgróf hitvese, nekik négy közös fiuk született, Henrik, Ulrik, Gottfried és Hermann

Berta 1146-ban feleségül ment a 27 esztendős I. Mánuel bizánci császárhoz, akinek két leánygyermeket szült, Máriát (1152 márciusa – 1182 júliusa) és Annát (1154–1158). Bertát Bizáncban Irénnek hívták.
Idősebbik leányát, Máriát 1163-ban eljegyezték a későbbi III. Béla magyar királlyal, ám a házassági megállapodást 1169-ben felbontották. Utána II. Vilmos szicíliai király szerette volna feleségül venni a hercegnőt, ám végül ebből a frigyből sem lett semmi, Mánuel beleegyezése hiányában. Végül 1180 februárjában a 27 esztendős Mária feleségül ment a 17 éves Montferrati Rainer márkihoz, akivel csupán 2 és fél évig voltak házasok, és gyermekük nem született. Mária apja, Mánuel 1180. szeptember 24-én, 61 éves korában halt meg. Renier 1183-ban, mindössze 20 évesen távozott az élők sorából.
A császárné 1159. augusztus 29-én, Konstantinápolyban hunyt el, körülbelül 48 éves korában. Özvegye, Mánuel újranősült. 1161. december 24-én nőül vette Antiochiai Mária hercegnőt, aki végre szült neki egy fiút, a későbbi II. Alexiosz bizánci császárt. Mánuel 1180. szeptember 24-én hunyt el.